# Blepharella pellucida
Blepharella pellucida är en tvåvingeart som beskrevs av Louis-Paul Mesnil 1970. Blepharella pellucida ingår i släktet Blepharella och familjen parasitflugor.
Artens utbredningsområde är Kongo. Inga underarter finns listade i Catalogue of Life.